# Kuta Baro (Meukek)
Kuta Baro is een bestuurslaag in het regentschap Aceh Selatan van de provincie Atjeh, Indonesië. Kuta Baro telt 584 inwoners (volkstelling 2010).